# معهد الأمير سلطان لأبحاث البيئة والمياه والصحراء
معهد الأمير سلطان لأبحاث البيئة والمياه والصحراء أحد المعاهد البحثية التابعة لجامعة الملك سعود في الرياض، يعنى المركز بالدراسات البيئية. يقوم المعهد بإجراء البحوث العلمية المتعلقة بالمناطق الجافة في شبه الجزيرة العربية، ودعم البحوث المنفذة من جهات داخل الجامعة، والتعاون مع الجهات البحثية الأخرى في الداخل والخارج لإجراء المزيد من الدراسات، بإضافة إلى تنظيم المؤتمرات والندوات وورش العمل في التصحر والبيئة وإصدار المطبوعات المتعلقة به. يعد المركز مركزًا لجائزة الأمير سلطان بن عبد العزيز العالمية للمياه.

## التاريخ
بدأ المعهد عمله تحت مسمى مركز دراسات الصحراء كإدارة مستقلة ترتبط بمدير جامعة الملك سعود عام 1406 هـ الموافق 1986، وكان الهدف من إنشاء المركز تصميم وإجراء البحوث العلمية المتعلقة بتنمية الصحراء ومقاومة التصحر في شبه الجزيرة العربية وخاصة في المملكة العربية السعودية. ثم صدر قرار مجلس التعليم العالي عام 1421 هـ على تغيير مسمى مركز دراسات الصحراء بجامعة الملك سعود ليصبح مركز الأمير سلطان لأبحاث البيئة والمياه والصحراء. ثم صدر قرار مجلس التعليم العالي عام 1432 هـ على تغيير مسمى مركز الأمير سلطان لأبحاث البيئة والمياه والصحراء بجامعة الملك سعود ليصبح معهد الأمير سلطان لأبحاث البيئة والمياه والصحراء.

## مجالات عمله
- نُظم البيئة الصحراوية.
- الجفاف وتدابير الرقابة.
- التلوث البيئي.
- التوعية والتثقيف البيئي.
- الأثر البيئي للمشاريع.
- تغير المناخ والإنذار المبكر من الكوارث المناخية.
- الحفاظ على التوازن البيئي.
- السياحة البيئية.
- تدهور الأراضي والتصحر وتثبيت الكثبان الرملية.
- الموارد الطبيعية في الصحراء وتنميتها وحمايتها.
- الغابات والتشجير.
- إدارة المراعي وصيانتها.
- محاصيل الأعلاف في كل من البيئة القاحلة والصحراوية.
- التكيف للنباتات والحيوانات المستوردة في ظروف الصحراء.
- تحديد وتقييم النباتات الأصلية.
- الإفادة من الحيوانات الصحراوية والجمال على وجه الخصوص.
- التعديل الوراثي للنباتات والحيوانات الأصلية وحماية الجينوم الأم.
- المحافظة على الحياة الفطرية والتنوع البيولوجي.
- تامناطق القاحلة.
- استصلاح وزراعة الأراضي الصحراوية.
- الزراعة التقليدية والتنمية المستدامة في المملكة العربية السعودية.
- رعاية وتنمية النخيل.
- الموارد المائية وطرق استكشاف إمدادات المياه لتجنب ندرتها وتطوير التكنولوجيات ذات الصلة.
- نُظم الري.
- إدارة الموارد المائية لا سيما حصاد مياه الأمطار وتخزينها.
- السياسة المائية لتحقيق الأمن المائي.
- حجز المياه والطرق الاقتصادية في استخدام المياه للأغراض الزراعية.
- تحلية المياه
- اقتصاديات استخدام المياه المالحة ومياه البحر في الزراعة.
- استخدام التكنولوجيات الجديدة في مجال البحوث والاستشعار عن بعد ونظم المعلومات الجغرافية.
- الطاقة شمسية واستخدامها في الزراعة وتنمية الصحراء.
- الدراسات الاقتصادية المتعلقة بأنماط الاستغلال والإنتاج الزراعي في الصحراء.

## تطبيقات المعهد
قام المعهد منذ إنشائه بالقيام بالعديد من المشاريع البيئية الوطنية، بالإضافة للأبحاث العامة، ومن أهمها:
- مشروع الملك فهد لحصد وتخزين مياه الأمطار والسيول في المملكة العربية السعودية: الذي باشر مراحله التجريبية في عام 1425 هـ، وقام سلطان بن محمد بن سعود الكبير بتغطية تكاليف تنفيذ الأعمال الانشائية للغدران الثلاثة المعتمدة في المرحلة التجريبية منه، ثم صدرت توجهات سلطان بن عبد العزيز بأن يتشرف مشروع حصد وخزن مياه الأمطار والسيول في المملكة بحمل اسم الملك فهد. يهدف المشروع إلى الاستفادة من تقنيات وأساليب حصد وخزن مياه الأمطار والسيول التي أثبتت جدواها في دول لها ظروف بيئية مشابهة للمملكة وذلك لتأمين المياه لسكان البادية وسقيا الماشية وتوفير بيئة نباتية تخفف من تأثير الظروف المناخية القاسية وتكون مصدراً للرعي والترفيه، تم اختيار ثلاثة مواقع لتنفيذ ثلاثة غدران اصطناعية بها في كل من ضرما وعشيرة سدير على طريق القصيم والخرج وثلاثة مواقع لخزن المياه خلف السدود في العلب وحريملاء والحريق.
- مشروع أطلس الصور الفضائية للمملكة العربية السعودية (1420 - 1427 هـ): قام المركز بتصميم المشروع وتولى إدارته بالتعاون مع معهد بحوث الفضاء بمدينة الملك عبد العزيز للعلوم والتقنية بالإضافة إلى مشاركة خبراء وباحثين متخصصين من جامعة الملك سعود والإدارة العامة للمساحة العسكرية. يعتبر الأطلس الأول من نوعه في المملكة حيث جرى تصميمه ليضم الصور الفضائية لأهم الأقمار الصناعية وخاصة القمر الصناعي الأمريكي لاند سات التي تغطي كافة أراضي المملكة مع تقديم شرح موجز لما يمكن تفسيره من الصور وجمعه من معلومات عن المناطق التي تغطيها.
- محطة الأبحاث الصحراوية والحديقة النباتية: أنشئت في منطقة المزاحمية لتتركز نشاطاتها في ادخال النباتات الشجرية والشجيرات من صحاري العالم التي تتشابه مع الصحاري في شبه الجزيرة العربية، وذلك لتجربتها ودراسة مدى تأقلمها مع الظروف الصحراوية السائدة في منطقة الرياض وما يجاورها، تجرى الدراسات على العديد من الأنواع البرية المحلية كذلك تجرى في المحطة أبحاث ودراسات أخرى تتعلق بالتربة والرمال وملوحة المياه والتربة.
- الأطلس البيئي للمملكة العربية السعودية: يشمل الأطلس الطقس والمناخ والجيولوجيا والتضاريس والتربة والمياه والبيئة النباتية والحيوانية والثروة البحرية والتنوع الإحيائي والتنمية البيئية المستدامة، إضافة إلى المشكلات والكوارث البيئية والتأثير المتبادل بين عناصر البيئة والأنشطة البشرية، والتقنيات المستخدمة في الدراسات البيئية ونماذج من الأبحاث والمشاريع الرائدة في المملكة والوضع البيئي العام في العالم. قام المعهد بالتواصل مع أكثر من خمسين من العلماء المتخصصين في مجالات الأطلس المختلفة من جامعات المملكة والهيئات والمؤسسات المتخصصة بالبيئة.[4]
- مشروع نظم المعلومات الجغرافية للمملكة العربية السعودية.
- مشروع دراسة مقاومة التصحر.
- إعادة تشجير وزراعة المواقع الصحراوية المتدهورة في مناطق المملكة.
- دراسة التغيرات المناخية في المناطق الصحراوية وعلاقتها بالتنوع الحيوي.
- دراسة تنمية وزيادة الاستفادة من مياه السدود وروافد الوديان في المملكة والزراعة المستدامة في أحواض الأودية والواحات والروضات.
- مشروع التقليل من مخاطر السيول على مدينة الرياض.
- مشروع الأمير سلطان لإعادة تأهيل القرى بإنشاء سدود صغيرة.

## جائزة الأمير سلطان للمياه
هي جائزة علمية مقرها الرياض في المملكة العربية السعودية، أنشئت الجائزة في 21 أكتوبر 2002 من قبل الأمير سلطان بن عبد العزيز آل سعود. يُوجد مقر الجائزة في مركز أبحاث الأمير سلطان للبيئة والمياه والصحراء في جامعة الملك سعود، يقدم المركز للجائزة الدعم العلمي من خلال هيئة استشارية تتكون من خبراء متميزون من الجامعة في مجالات المياه المختلفة. تعد الجائزة هي جائزة علمية دولية نصف سنوية تقبل الترشيحات من جميع أنحاء العالم. تبلغ قيمة الجائزة أكثر من ربع مليون دولار.
تهدف الجائزة إلى تقدير وتشجيع العلماء والمؤسسات العلمية حول العالم، وحثهم على الإبداع في مجالات المياه المختلفة، بما يسهم في إيجاد الحلول العلمية للوصول إلى توفير المياه والتقليل من ندرتها والمحافظة على استدامتها وخاصة في المناطق الجافة. الجائزة تعد جائزة تقديرية عالمية تمنح كل عامين، وتشمل خمسة فروع تضم جائزة الابتكار التي تغطي كافة التخصصات المتعلقة بالمياه، ويتم ترشيح الأفراد لها من خلال المؤسسات العلمية التي ينتمون إليها، إضافة إلى الجوائز التخصصية الإبداعية الأربعة: جائزة المياه السطحية، وجائزة المياه الجوفية، وجائزة الموارد المائية البديلة، وجائزة إدارة الموارد المائية وحمايتها. يمكن للأفراد والمؤسسسات البحثية ترشيح نفسها إلى أي من الجوائز مباشرة. يتم منح خمس جوائز على النحو التالي:
- جائزة الإبداع: وقدرها مليون ريال سعودي، تمنح للافراد أو فريق من الباحثين يتم ترشيحهم من قبل الجامعات أو الشركات أو المؤسسات أو معاهد البحوث بشرط أن يكون هناك إبداع أو ابتكار لأي بحث علمي متعلق بصناعة المياه.
- الجوائز المتخصصة: وقدرها نصف مليون ريال سعودي وتمنح لأفراد أو فريق من الباحثين أو شركات تتقدم بنفسها ببحث علمي أو مبادرة تتعلق بصناعة المياه وهي جائزة المياه السطحية: جائزة تمنح لدراسة تغطي كل جوانب تطوير موارد المياه السطحية. جائزة المياه الجوفية: جائزة تمنح لدراسة تغطي كل جوانب تطوير موارد المياه الجوفية. جائزة بدائل الموارد المائية: جائزة تمنح لمشاريع تتعلق بإيجاد بدائل تقليدية أو غير تقليدية لتوفير الموارد المائية مثل تحلية مياه البحر، معالجة مياه الصرف الصحي. جائزة حماية وإدارة المياه: جائزة تمنح للأبحاث التي تشمل استخدامات وحماية الموارد المائية.

## الجوائز
حصل مركز الأمير سلطان لأبحاث البيئة والمياه والصحراء على جائزة أفضل مؤسسة بحثية وتعليمية في مجال البيئة ضمن جوائز مجلس التعاون لدول الخليج العربية لأفضل الأعمال البيئية في عام 2007.